# Max (streamingtjänst)
För andra betydelser, se Max (olika betydelser).
Max var en amerikansk videostreamingtjänst som ägdes av Warner Bros. Discovery (WBD). Tjänsten lanserades i Sverige den 21 maj 2024, och ersätte HBO Max som stängdes ner i samband med lanseringen. I maj 2025 blev det tillkännagivet att Max skulle stängas ner och återgå till det tidigare HBO Max, något som skedde i juli samma år.
Tjänsten är en följd av sammanslagningen av Warner Bros. och Discovery. Den nya tjänsten inkluderar dels utbudet från HBO Max (huvudsakligen dramaserier), tillsammans med innehåll från Discovery+ (huvudsakligen realityserier) tillsammans med sport från Eurosport.
För amerikanska tittare lanserades tjänsten den 23 maj 2023.
Den 14 maj 2025 blev det känt att tjänsten återigen skulle återgå till att heta HBO Max, ett år efter namnbytet till Max för svenska konsumenter. Namnbytet skedde officiellt den 9 juli 2025.